# (34786) 2001 RS87
2001 RS87 (asteroide 34786) é um asteroide da cintura principal. Possui uma excentricidade de 0.09205500 e uma inclinação de 0.97433º.
Este asteroide foi descoberto no dia 11 de setembro de 2001 por LONEOS em Anderson Mesa.